# Liviu-Dieter Nisipeanu
Liviu-Dieter Nisipeanu (ur. 1 sierpnia 1976 w Braszowie) – rumuński szachista, reprezentant Niemiec od 2014, arcymistrz od 1997 roku.

## Kariera szachowa
W roku 1996 zwyciężył w turniejach w Budapeszcie oraz Balatonberény. Wywalczył również srebrny medal na mistrzostwach Europy juniorów do lat 20 w Siófok. W latach 1997 i 1998 triumfował w Bukareszcie, zaś w 1999 – w Calimanesti. W tym samym roku osiągnął również duży sukces kwalifikując się w Las Vegas do najlepszej czwórki rozgrywanych systemem pucharowym mistrzostw świata FIDE (w półfinale przegrał z Aleksandrem Chalifmanem, ale wcześniej wyeliminował m.in. Aleksieja Szyrowa i Wasilija Iwanczuka). W 2003 zwyciężył w Juan Dolio oraz w otwartych turniejach w Saint-Vincent i Andorze, a w kolejnym – w Pune (wraz z Rustamem Kasimdżanowem) oraz Saint Vincent. Również w roku 2004 awansował do IV rundy rozgrywanych w Trypolisie mistrzostw świata (w której przegrał z Andriejem Charłowem). W 2005 odniósł największy sukces w karierze, zdobywając w Warszawie tytuł mistrza Europy. W 2006 zwyciężył (wraz z Magnusem Carlsenem i Władimirem Małachowem) w turnieju Bosna w Sarajewie.
Jest czterokrotnym medalistą indywidualnych mistrzostw Rumunii: trzykrotnie złotym (1993, 1996, 2002) oraz srebrnym (1997). W latach 1996–2008 sześciokrotnie wystąpił na szachowych olimpiadach, był również trzykrotnym (1999, 2005, 2009) uczestnikiem drużynowych mistrzostw Europy.
W 2005 r. został pierwszym rumuńskim zawodnikiem, który przekroczył poziom 2700 punktów rankingowych. W dniu 1 października tego roku osiągnął 2707 punktów i zajmował 15. miejsce na światowej liście FIDE (stan na wrzesień 2017).